# Glypta washingtoniana
Glypta washingtoniana är en stekelart som beskrevs av Dasch 1988. Glypta washingtoniana ingår i släktet Glypta och familjen brokparasitsteklar. Inga underarter finns listade i Catalogue of Life.